# آمار بوز-اینشتین

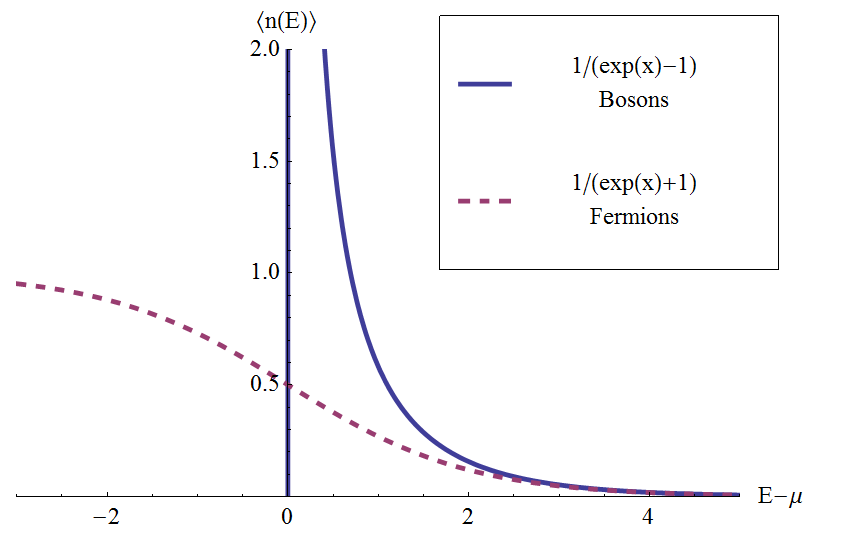
مقایسه میانگین اشغال حالت پایه برای سه داده

در مکانیک آماری،  آمار بوز-اینشتین (به انگلیسی: Bose–Einstein statistics) (یا آمار B-E)، یکی از دو راهی است که ذرات تمیزناپذیر و بدون برهم‌کنش، می‌توانند تعدادی تراز انرژی گسسته را در شرایط تعادل ترمودینامیکی اشغال کنند. ویژگی‌های ذرات تبعیت‌کننده از آمار بوز-اینشتین عامل خواص نور لیزر و بدون اصطکاک بودن هلیم ابرشاره است. این آمار در سال ۱۹۲۴ توسط ساتیندرا بوز برای فوتون‌ها بیان گردید و بعداً توسط اینشتین برای سایر ذرات (بوزون‌ها) نیز به کار گرفته‌شد.
ذرات تبعیت‌کننده از آمار بوز-اینشتین بوزون خوانده می‌شوند. ویژگی این ذرات، تبعیت نکردن از اصل طرد پائولی است. به این معنا که تعداد ذراتی که می‌توانند یک تراز انرژی را اشغال کنند نامحدود است. اسپین بوزون‌ها یک عدد صحیح است. از این‌رو ذرات حامل نیرو مانند فوتون‌ها و نیز برخی از اتم‌ها مانند هلیوم-۴ بوزون هستند و از آمار بوز-اینشتین پیروی می‌کنند.

## مفاهیم

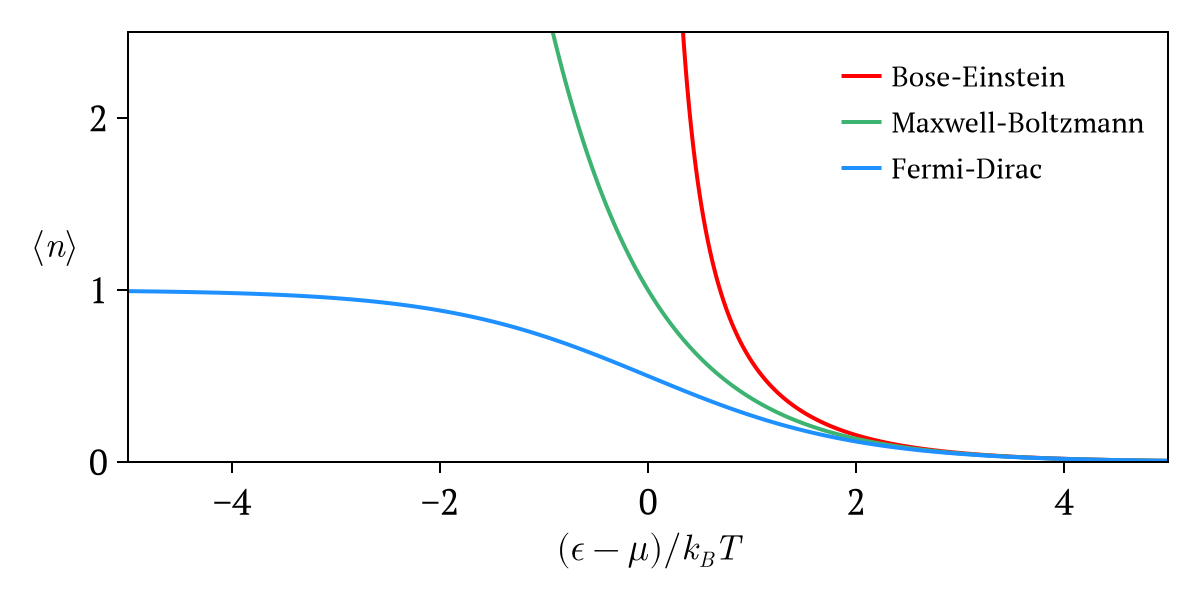
تصویر آماربوز

در دماهای پایین، رفتار بوزون‌ها با فرمیون‌ها که از آمار فرمی-دیراک تبعیت می‌کنند متفاوت است. از این جهت که تعداد نامحدودی از بوزون‌ها می‌توانند در یک تراز انرژی چگالیده شوند. این ویژگی منجر به چگالش بوز-اینشتین (حالتی خاص از ماده) می‌گردد. آمارهای بوز-اینشتین و فرمی-دیراک، آمارهای کوانتومی هستند، یعنی تنها در شرایط دمای پایین و چگالی بالا که آثار کوانتومی قابل توجه هستند اعمال می‌گردند.
در آمار B-E، تعداد ذرات در تراز iام با انرژی εi چنین است:
{\displaystyle n_{i}={\frac {g_{i}}{e^{(\varepsilon _{i}-\mu )/kT}-1}}}
که در آن μ پتانسیل شیمیایی، k ثابت بولتزمن و gi چندگانگی تراز iام است.

## به‌دست آوردن توزیع بوز-اینشتین

### در مجموعهٔ بندادی بزرگ
در این مجموعه(Grand Canonical Ensemble)، آمار بوز-اینشتین (رابطهٔ بالا) به سادگی قابل محاسبه است. در مجموعهٔ بندادی بزرگ، سامانه‌ها می‌توانند انرژی و ذره با یک منبع حرارتی در پتانسیل شیمیایی و دمای ثابت مبادله کنند.
به دلیل بدون برهم‌کنش بودن ذرات، هر یک تراز انرژی با انرژی ε را می‌توان یک سامانهٔ مجزا در یک مجموعهٔ بندادی بزرگ در نظر گرفت. به دلیل تمیزناپذیری ذرات، هر N به یک میکروحالت با انرژی Nε مربوط می‌شود. در نتیجه تابع پارش این تک‌تراز چنین می‌شود:
{\displaystyle {\begin{aligned}{\mathcal {Z}}&=\sum _{N=0}^{\infty }\exp(N(\mu -\epsilon )/k_{B}T)=\sum _{N=0}^{\infty }[\exp((\mu -\epsilon )/k_{B}T)]^{N}\\&={\frac {1}{1-\exp((\mu -\epsilon )/k_{B}T)}}\end{aligned}}}
بنابراین می‌توان تعداد ذرات در تراز مورد نظر را به دست آورد:
{\displaystyle \langle N\rangle =k_{B}T{\frac {1}{\mathcal {Z}}}\left({\frac {\partial {\mathcal {Z}}}{\partial \mu }}\right)_{V,T}={\frac {1}{\exp((\epsilon -\mu )/k_{B}T)-1}}}
که همان نتیجهٔ مورد نظر است.

### در مجموعه‌ی بندادی
در مجموعه‌ی بندادی (canonical ensemble) به‌دست‌آوردن این توزیع دشوارتر است، زیرا در این مجموعه تعداد ذرات سامانه‌ها باید ثابت باشد، در حالی که توزیع بوز-اینشتین تعداد دل‌خواهی از ذرات را در هر تراز انرژی می‌پذیرد.
برای به دست آوردن توزیع بوز-اینشتین، فرض کنید چندگانگی (degeneracy) تراز انرژی {\displaystyle i}اُم برابر {\displaystyle g_{i}} باشد. در این صورت تعداد حالت‌های توزیع {\displaystyle n_{i}} بوزون موجود بین این زیرترازها برابر خواهد بود با:
{\displaystyle w(n_{i},g_{i})={\frac {(n_{i}+g_{i}-1)!}{n_{i}!(g_{i}-1)!}}.}
بنابراین، با فرض {\displaystyle n_{i}\gg 1} تعداد کل حالات توزیع ممکن برای سامانه چنین است:
{\displaystyle W=\prod _{i}w(n_{i},g_{i})=\prod _{i}{\frac {(n_{i}+g_{i}-1)!}{n_{i}!(g_{i}-1)!}}\approx \prod _{i}{\frac {(n_{i}+g_{i})!}{n_{i}!(g_{i}-1)}}}
حال با اعمال شرط ثابت بودن تعداد کل ذرات و انرژی سامانه، با استفاده از روش ضرایب لاگرانژ تابع {\displaystyle W} را بیشینه می‌کنیم. نتیجه نهایی چنین است:
{\displaystyle n_{i}={\frac {g_{i}}{e^{\alpha +\beta \varepsilon _{i}}-1}}.}
با استفاده از قانون اول ترمودینامیک به صورت {\displaystyle dE=TdS+\mu dN+pdV} و با توجه به رابطه‌ی {\displaystyle S=k\ln W} می‌رسیم به {\displaystyle \beta ={\frac {1}{kT}}} و {\displaystyle \alpha =-{\frac {\mu }{kT}}} ، که {\displaystyle \mu } پتانسیل شیمیایی است. بنابراین در نهایت خواهیم داشت:
{\displaystyle n_{i}={\frac {g_{i}}{e^{(\varepsilon _{i}-\mu )/kT}-1}}.}